# Cadre-47/2-Europameisterschaft 1951

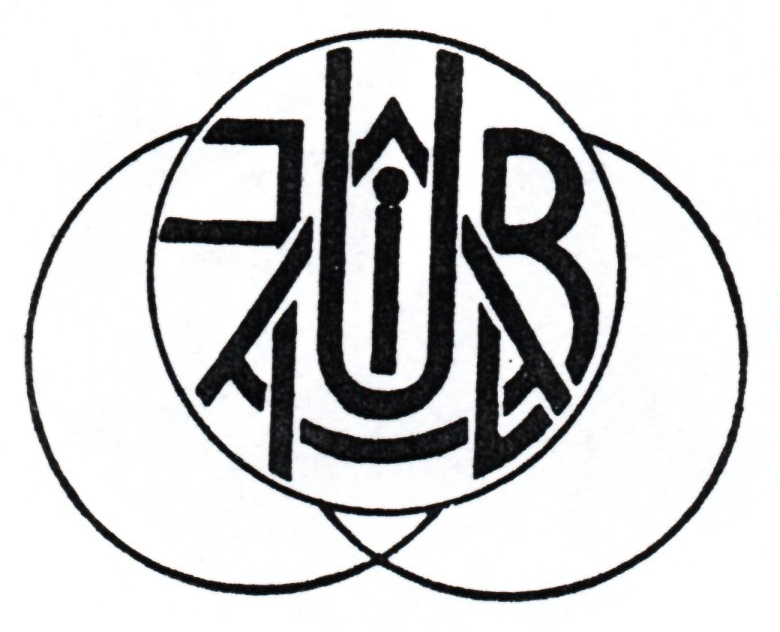
Logo UIFAB (ausrichtender Verband)

Waalwijk

Die Cadre-47/2-Europameisterschaft 1951 war das 15. Turnier in dieser Disziplin des Karambolagebillards und fand vom 11. bis zum 15. Januar 1951 in Waalwijk, in der niederländischen Provinz Noord-Brabant, statt. Es war die elfte Cadre-47/2-Europameisterschaft in den Niederlanden.

## Geschichte
Bei dieser Europameisterschaft ergab sich durch die Spielfolge das im letzten Durchgang ein echtes Endspiel stattfand. Bis dahin führte Clement van Hassel mit sechs Siegen und einem Unentschieden vor Piet van de Pol mit sechs Siegen und einer Niederlage. Mit seiner Turnierbestleistung entschied der Niederländer die Meisterschaft für sich. Er gewann glatt mit 400:21 in vier Aufnahmen. Wieder einmal spielte der Belgier René Gabriëls mit 31,74 den besten Generaldurchschnitt eines Turniers. In der Partie gegen den Franzosen Roland Dufetelle, bei seinem 400:25-Sieg, stellte er mit 370 einen neuen Europarekord in der Höchstserie auf.

## Turniermodus
Hier wurde im Round Robin System bis 400 Punkte gespielt. Es wurde mit Nachstoß gespielt. Damit waren Unentschieden möglich.
Bei MP-Gleichstand (außer bei Punktgleichstand beim Sieger) wird in folgender Reihenfolge gewertet:
1. MP = Matchpunkte
2. GD = Generaldurchschnitt
3. HS = Höchstserie

## Abschlusstabelle

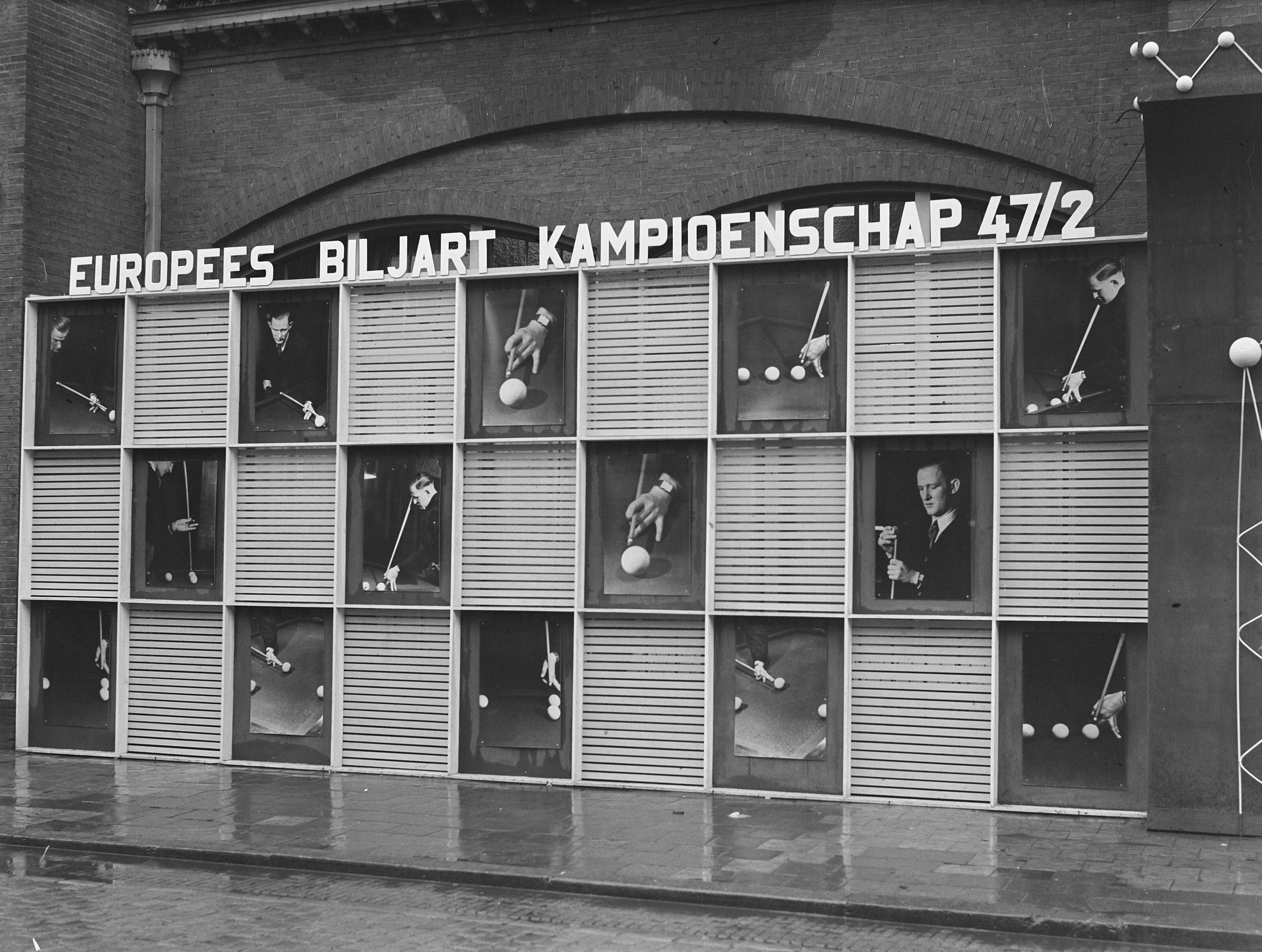
Eingang zum Turniersaal

| MP    | Match Points (Sieger = 2; Unentschieden = 1; Verlierer = 0) |
| Pkte. | Erzielte Karambolagen                                       |
| Aufn. | Benötigte Versuche                                          |
| GD    | Generaldurchschnitt                                         |
| BED   | Bester Einzeldurchschnitt eines Spielers                    |
| HS    | Höchstserie                                                 |
|       | Bester GD des Turniers                                      |
|       | Bester ED des Turniers                                      |
|       | Beste HS des Turniers                                       |
|       | 1. Platz (Gold)                                             |
|       | 2. Platz (Silber)                                           |
|       | 3. Platz (Bronze)                                           |

| Platz                      | Name               | MP   | Pkte. | Aufn. | GD    | BED    | HS  |
| -------------------------- | ------------------ | ---- | ----- | ----- | ----- | ------ | --- |
| 1                          | Piet van de Pol    | 14:2 | 3150  | 109   | 28,89 | 100,00 | 265 |
| 2                          | Clément van Hassel | 13:3 | 2821  | 102   | 27,65 | 100,00 | 191 |
| 3                          | Kees de Ruijter    | 12:4 | 3138  | 100   | 31,38 | 57,14  | 246 |
| 4                          | René Gabriëls      | 11:5 | 2635  | 83    | 31,74 | 133,33 | 370 |
| 5                          | Cornelius Kruythof | 8:8  | 2506  | 141   | 17,77 | 23,52  | 155 |
| 6                          | Roland Dufetelle   | 8:8  | 2360  | 152   | 15,52 | 18,18  | 116 |
| 7                          | Jean Galmiche      | 4:12 | 2245  | 148   | 15,12 | 44,44  | 224 |
| 8                          | Alfredo Alhinho    | 2:14 | 1788  | 155   | 11,53 | 9,75   | 86  |
| 9                          | Gustav Semrad      | 0:16 | 1215  | 152   | 7,99  | –      | 76  |
| Turnierdurchschnitt: 19,14 |                    |      |       |       |       |        |     |